# Опрокинутый мир
«Опрокинутый мир» (англ. The Inverted World) — научно-фантастический роман Кристофера Приста, впервые изданный в 1974 году. Частично основан на одноимённом рассказе, опубликованном в журнале New Writings in SF 22 в 1973 году.

## Сюжет
Первая и третья части рассказываются главным героем — Гельвардом Манном — от первого лица, вторая и четвёртая — от третьего лица.
Гельвард живёт в городе, называемом «Земля» или просто Городом, который постоянно движется по рельсам с юга на север, из прошлого в будущее, со средней скоростью примерно в одну милю за десять дней. Город вынужден постоянно двигаться на север, чтобы не отстать от некой точки, «оптимума», от которого Город относит движущаяся с севера на юг поверхность планеты. Из-за этого равномерного движения жители Города измеряют время в милях, например, совершеннолетие наступает в возрасте 650 миль.
Гельвард после достижения возраста 650 миль решает пойти по стопам отца и стать членом одной из верховных гильдий, гильдии разведчиков будущего. Он проходит ученичество по очереди во всех других верховных гильдиях, чтобы обучиться всем необходимым навыкам, после чего ему дают задание отправиться на юг, в прошлое. Пройдя далеко на юг, Гельвард убеждается, что его мир имеет довольно странную структуру гиперболоидного вида, на юге поверхность планеты расплющивается, бесконечно растягиваясь по сторонам, а «прошлое» и «будущее» являются не просто названием направлений, так как на юге время течёт значительно медленнее, чем около точки оптимума. Гельвард возвращается в Город с твёрдой уверенностью, что Городу жизненно необходимо постоянно двигаться к ускользающему оптимуму.
По прошествии некоторого времени Гельвард, разведывая местность в будущем, обнаруживает непреодолимое препятствие для Города — бескрайний водный простор. Как раз в это время он случайно встречает женщину по имени Элизабет Хан, которая утверждает, что прибыла из Англии, с Земли. Она очень удивлена существованием странного «города», так как на самом деле Город находится на Земле, на территории Португалии, а водная преграда, обнаруженная Гельвардом — Атлантический океан. Земля в прошлом пережила энергетический кризис, в результате которого цивилизация на части земного шара пришла в упадок. Элизабет отправилась в Англию, чтобы раздобыть сведения об этом городе, после чего вернулась и рассказала жителям Города правду о нём. Город — лишь передвижная исследовательская лаборатория, за двести лет до этого запущенная в Юго-Восточной Азии физиком Дистейном, который изобрёл способ получения неограниченного количества энергии благодаря так называемому транслатерационному генератору. Однако для получения энергии лаборатория с генератором должна держаться возле транслатерационного окна, постоянно передвигающегося по поверхности Земли, которое и провело Город через всю Евразию, будучи «оптимумом». Но транслатерационное поле имело побочные эффекты, влияя на органы чувств и генетический код жителей Города, из-за чего им казалось, что все астрономические объекты имеют гиперболоидную форму, а время течёт с другой скоростью вдали от транслатерационного окна.
Таким образом, Город будет вынужден остановиться на месте, несмотря на непринятие Гельвардом и некоторыми другими гильдиерами новой, опрокинутой картины мира.

## Публикации
Роман первоначально публиковался в Galaxy, выйдя на страницах журнала в четырёх номерах, с декабря 1973 по март 1974. Уже в мае 1974 года издательством Faber and Faber книга была опубликована отдельным изданием.
На русском языке впервые был издан в сокращённом переводе Олега Битова журналом «Иностранная литература», в 8-м номере 1983 года. Этот же перевод был отдельно издан в 1985 году в серии «Зарубежная фантастика» от издательства «Мир». С тех пор перевод не переиздавался. Полный текст романа вышел на русском языке в 2018 году (издательство АСТ, серия «Эксклюзивная классика»).

## Награды
В 1974 году роман получил премию Британской ассоциации научной фантастики (British Science Fiction Award) как лучший роман года. Он также номинировался в 1975 году на премию Хьюго.